# غیاث‌الدین طاهامحمدی
غیاث‌الدین طاهامحمدی (۵ اردیبهشت ۱۳۲۶ – ۱۸ یا ۱۹ خرداد ۱۴۰۳) نماینده پیشین مجلس خبرگان رهبری از استان همدان و به مدت ۱۴ سال، نماینده ولی فقیه در استان همدان و امام جمعه شهر همدان بود. وی با حکم علی خامنه‌ای ۲۳ سال امام جمعه شهرستان فامنین بود، که بعدها به‌عنوان امام جمعه همدان منصوب شد.
پس از او خامنه‌ای در تاریخ ۲۲ اسفند ۱۳۹۷ در حکمی حبیب‌الله شعبانی را به عنوان امام جمعه همدان منصوب کرد.

## درگذشت
وی در شامگاه ۱۸ خرداد ۱۴۰۳ پس از گذراندن یک دوره بیماری به علت عارضه مغزی در یکی از بیمارستان‌های شهر قم درگذشت.